# 아르보리오 (피에몬테주)
아르보리오(Arborio)는 이탈리아 피에몬테주 베르첼리도에 있는 코무네이다. 아르보리오는 토리노 북동쪽 70 km, 베르첼리 북쪽 20 km 지점에 위치해 있다. 2004년 통계에 의하면 인구는 1,035명이고 면적은 23.2 km2이다.